# Belvosia unifasciata
Belvosia unifasciata là một loài ruồi trong họ Tachinidae.